# Hrvatska enciklopedika
Enciklopedika je znanstvena disciplina koja se bavi proučavanjem enciklopedija. Kao sinonim za enciklopediku koristi se i naziv enciklopedistika. Enciklopedija (grč. ἐγκύκλιος παιδεία egkýklios paideía "sveobuhvatno znanje"), pisano djelo u kojem se, abecednim ili drugim metodičkim slijedom, okupljaju i sustavno obrađuju činjenice i spoznaje o svim ljudskim znanjima (opća enciklopedija) ili samo znanja određenog područja (specijalna enciklopedija).

## Povijest enciklopedije na hrvatskom jeziku
Leksikografija i enciklopedistika imaju petostoljetnu tradiciju u Hrvata. Sama riječ enciklopedija u modernom značenju prvi put se javlja baš u Hrvata. Pavao Skalić je u naslovu svoga djela Encyclopaediae seu orbis disciplinarum tam sacrarum quam profanarum epistemon (1559.) prvi uporabio riječ enciklopedija u značenju srodnom današnjem. Od 16. stoljeća pa sve do 19. stoljeća u Hrvatskoj ima mnoštvo leksikografskih, ali manjkaju prava enciklopedijska djela.
Prvi, nedovršeni moderni pokušaj hrvatske enciklopedije je Hrvatska enciklopedija, "priručni rječnik sveopćega znanja" Ivana Zocha i Josipa Mencina, tiskana u dva sveska u Osijeku (1887. − 1890.) godine ("A-Bžedusi", "C-Gzel").
Od 1941. do 1945. godine u Zagrebu je tiskana nedovršena Hrvatska enciklopedija u pet svezaka ("A-Automobil", "Automaši-Boito", "Boja-Cleveland", "Cliachit-Diktis", "Dilatacija-Elektrika"), glavnog urednika i pokretača Mate Ujevića koja je po svršetku Drugoga svjetskog rata zbog političkih razloga pala u zaborav. No, to izdanje, Ujević, i njegov tim bili su jezgra oko koje je Miroslav Krleža okupio Leksikografski zavod FNRJ.

## Enciklopedije na hrvatskom jeziku
Enciklopedija kao djelo u kojem se, abecednim ili kakvim drugim metodickim slijedom, okupljaju i sustavno obraduju cinjenice i spoznaje o svim ljudskim znanjima može biti opća ili pak specijalna.
Opća enciklopedija Leksikografskog zavoda »Miroslav Krleža« izuzetno je kvalitetno i potpuno izdanje, koje svakodnevno predstavlja dragocjeni izvor informacija, usprkos činjenici da su mnogi tekstovi zastarjeli te da su prisutna određena ograničenja proizašla iz vladajuće ideologije.

### Opće enciklopedije LZ
U razdoblju 1945. − 1990. godine izdavanjem enciklopedija bavio se Jugoslavenski leksikografski zavod u Zagrebu. Zavod je do raspada Jugoslavije objavio tri izdanja svoje opće enciklopedije, prvo kao Enciklopediju Leksikografskog zavoda (prvo izdanje 1956. − 1964., sedam svezaka; drugo izdanje, šest svezaka), a zatim pod imenom Opća enciklopedija Jugoslavenskog leksikografskog zavoda (prvo, tj. ukupno treće izdanje 1977. − 1988. godine, osam svezaka i jedan dopunski).
U predgovoru, objavljenom u prvom svesku, uredništvo piše: »Kao i sve opće, ili univerzalne enciklopedije, i Opća enciklopedija JLZ predstavlja pokušaj da se što potpunije i što točnije definiraju pojmovi cjelokupnog ljudskog znanja i iskustva. (…) Premda je sveopće širenje znanja i praktičnih iskustava dovelo enciklopedistiku do velike diversifikacije, pa nastaju mnoge posebne, stručne i tematske enciklopedije (likovne, književne, muzičke, tehničke i dr.) – a tu tendenciju slijedi i JLZ – Opća enciklopedija ipak zadržava svoj razlog postojanja, jer ostaje snažna i duboka potreba za sveobuhvatnošću upravo nasuprot fragmentaciji ljudskog znanja i iskustva.«
Godine 1994. tiskan je ogledni arak nove Hrvatske enciklopedije urednika Dalibora Brozovića te je 1999. godine tiskan prvi svezak Hrvatske enciklopedije. Od petoga sveska glavni urednik bio je August Kovačec, a od osmoga sveska (2006.) glavni urednik je Slaven Ravlić. Godine 2009. izašao je i jedanaesti svezak.

### Specijalizirane enciklopedije LZ
Leksikografski zavod Miroslav Krleža izdao je i sljedeće specijalizirane enciklopedije:
1. "Medicinska enciklopedija" (1957. – 1974.) - osam svezaka i dva dopunska
2. "Pomorska enciklopedija" (1954. – 1985.) - osam svezaka
3. "Muzička enciklopedija" (1958. – 1977.) - tri sveska
4. "Enciklopedija likovnih umjetnosti" (1959. – 1966.) - četiri sveska
5. "Šumarska enciklopedija" (1959. – 1983.) - dva sveska
6. "Tehnička enciklopedija" (1963. – 1997.) - trinaest svezaka
7. "Poljoprivredna enciklopedija" (1967. – 1973.) - tri sveska
8. "Enciklopedija fizičke kulture" (1975. – 1976.)
9. "Filmska enciklopedija" (1986. – 1990.) - dva sveska
10. "Krležijana" (1993.) - tri sveska, personalna enciklopedija Miroslava Krleže
11. "Enciklopedija hrvatske umjetnosti" (1995. – 1996.) - dva sveska, ponovljena kao "Hrvatska likovna enciklopedija" uz Vjesnik tijekom 2005. godine u osam svezaka.
12. "Istarska enciklopedija" (2005.) - jednosveščana
13. "Hrvatska književna enciklopedija" (2010. – 2011.) - četiri sveska

### Opća i nacionalna enciklopedija
Leksikografski zavod Miroslav Krleža od godine 1999. do 2009. tiskao je Hrvatsku enciklopediju u jedanaest svezaka, kao desetogodišnji temeljni nacionalni izdavački i kulturni projekt, i temeljno nacionalno leksikografsko izdanje na koje je zakonski obvezan. Godišnje je tiskan jedan svezak. Svih jedanaest knjiga ukupno sadržava 67 077 članaka na 9320 stranica. Glavni urednik bio je akademik August Kovačec, a zatim Slaven Ravlić.
Posebno, kraće izdanje Opća i nacionalna enciklopedija u 20 knjiga, glavnog urednika Antuna Vujića, izdanje je Pro Leksisa d. o. o. i Večernjega lista. Od 2005. do kraja 2007. izašlo je 20 planiranih svezaka. Izlazio je jedan svezak mjesečno. Dvadeset svezaka obuhvaća 6000 stranica, 80 000 članaka i 19 000 ilustracija. Ukupna količina teksta u ovom izdanju iznosi oko trećine one u Općoj enciklopediji JLZ koja je izlazila od 1977. do 1988.

### Wikipedija na hrvatskom
U nastajanju je i Wikipedija, besplatna enciklopedija sa slobodnim sudjelovanjem uglavnom amaterskih suradnika, dostupna preko interneta, koja u ovom trenutku ima 225 127 članaka na hrvatskome jeziku. Wikipedija je višejezična, na Webu zasnovana enciklopedija slobodnog sadržaja.

## Suvremena internet izdanja
Leksikografski zavod Miroslav Krleža od svoga osnutka 1950. pa do danas objavio je više od stotinu svezaka enciklopedija, leksikona, atlasa, bibliografija i rječnika. Dolaskom Interneta smanjila se potražnja te je bilo potrebno prihvatiti mogućnosti nove tehnologije. Portal znanja Leksikografskoga zavoda Miroslav Krleža pripremao se više od godine i tek je u svojim početcima.
Sadržaj portala trenutačno čini 60 652 članaka i to je sadržaj koji Zavod u cjelini nudi svim korisnicima interneta u Hrvatskoj, naravno i u svijetu, a koji će se od sada stalno nadopunjavati – novim člancima, preuzimanim iz već objavljenih izdanja, ali i novim podacima izravno za portal.
Sadržaj portala sadrži pet izdanja Zavoda uređenih za prikaz i pretraživanje na internetu : 
1. "Hrvatski obiteljski leksikon",
2. "Istarska enciklopedija",
3. "Filmski leksikon",
4. "Nogometni leksikon"
5. "Hrvatski biografski leksikon" (izbor članaka).

Ova sva izdanja su međusobno povezana zajedničkim abecedarijem, načinjenim na temelju Hrvatskoga obiteljskog leksikona, koji predstavlja okosnicu portala na koju se povezuju istovjetne natuknice iz ostalih izdanja. 
Za osnovno je pretraživanje portala dostupan cjelokupan sadržaj Hrvatskog obiteljskog leksikona, te natuknice iz povezanih izdanja. Trenutačno su na taj način povezane Istarska enciklopedija, Filmski leksikon te članci Hrvatskoga biografskog leksikona, a u osnovni abecedarij portala zasad nisu dodane natuknice koje su specifične za Nogometni leksikon. Sva izdanja dostupna su za pretraživanje korisnicima.

## Leksikografski zavod Miroslav Krleža
Značajni preokret i procvat enciklopedizma u Hrvatskoj događa se drugoj polovici XX. st. kada se u Zagrebu (1950.) osniva Leksikografski zavod FNRJ uredbom savezne vlade, kojemu je glavni zadatak stvaranje Enciklopedije Jugoslavije. Jugoslavenski leksikogafski zavod u to je doba razvio intenzivnu izdavačku aktivnost. Svi urednici Opće enciklopedije bili su iz Hrvatske i tiskana je na hrvatskom književnom jeziku. Od 1991. godine Uredbom Vlade Republike Hrvatske Leksikografski zavod Miroslav Krleža (LZMK) radi kao posebna ustanova od interesa za Republiku Hrvatsku u znanosti i kulturi.  
Njegov je utemeljitelj, direktor i gl. redaktor, Miroslav Krleža (1893. – 1981.), koji je od 1950. do 1981. na čelu Zavoda usko surađivao s Matom Ujevićem (1901. − 1967.), iskusnim hrvatskim enciklopedistom. U razdoblju od 1950. do 2000. LZMK je izdao golem broj leksikografskih, enciklopedijskih, zemljopisnih i kartografskih te praktičnih i popularnih djela, pa se po svom broju (od nekih 240 jedinica) i raznovrsnosti može mjeriti i sa sličnom djelatnošću na najvećim europskim i svjetskim jezicima.

## Vanjske poveznice
- Leksikografski zavod Miroslava Krleže
- Hrvatska enciklopedija Leksikografskoga zavoda Miroslava Krleže
- Hrvatski obiteljski leksikon
- Portal Leksikografskoga zavoda
- Enciklopedija, članak D. Diderota iz Francuske enciklopedije